# Vysočany
Vysočany är sedan 1921 en stadsdel i Tjeckiens huvudstad Prag. Sedan 1961 är den delad mellan stadsdistrikten (městský obvod) Prag 3 och 9 och sedan 1990 även stadsdelskommunerna (městská část) med samma namn. Antalet invånare är 11 646.